# Il mondo delle favole
Il mondo delle favole è una raccolta di Cristina D'Avena e Vera Quarleri pubblicata il 6 aprile 2007, sebbene il disco fosse già presente all'interno del triplo CD "Le canzoni di Nonna Pina - Special" pubblicato il 24 novembre 2006.
L'album contiene 9 delle 10 canzoni dell'album Cristina canta Disney del 1994, più 4 nuove cover interpretate da Vera Quarleri sempre relativi alle canzoni Disney più famose.

## Tracce
1. Un poco di zucchero
2. Bibbidi - bobbidi - bu
3. Il cerchio della vita
4. Una stella cade
5. Supercalifragilistic-espiralidoso
6. La - la lu
7. Cam Caminì
8. I tre porcellini
9. Impara a fischiettar
10. In fondo al mar
11. I sogni son desideri
12. La Bella e la Bestia
13. Ehi ho!

## Interpreti
- Cristina d'Avena - tracce 1-2, 4-6, 8-9, 11, 13
- Vera Quarleri - tracce 3, 7, 10, 12